# سوهان‌عسلی

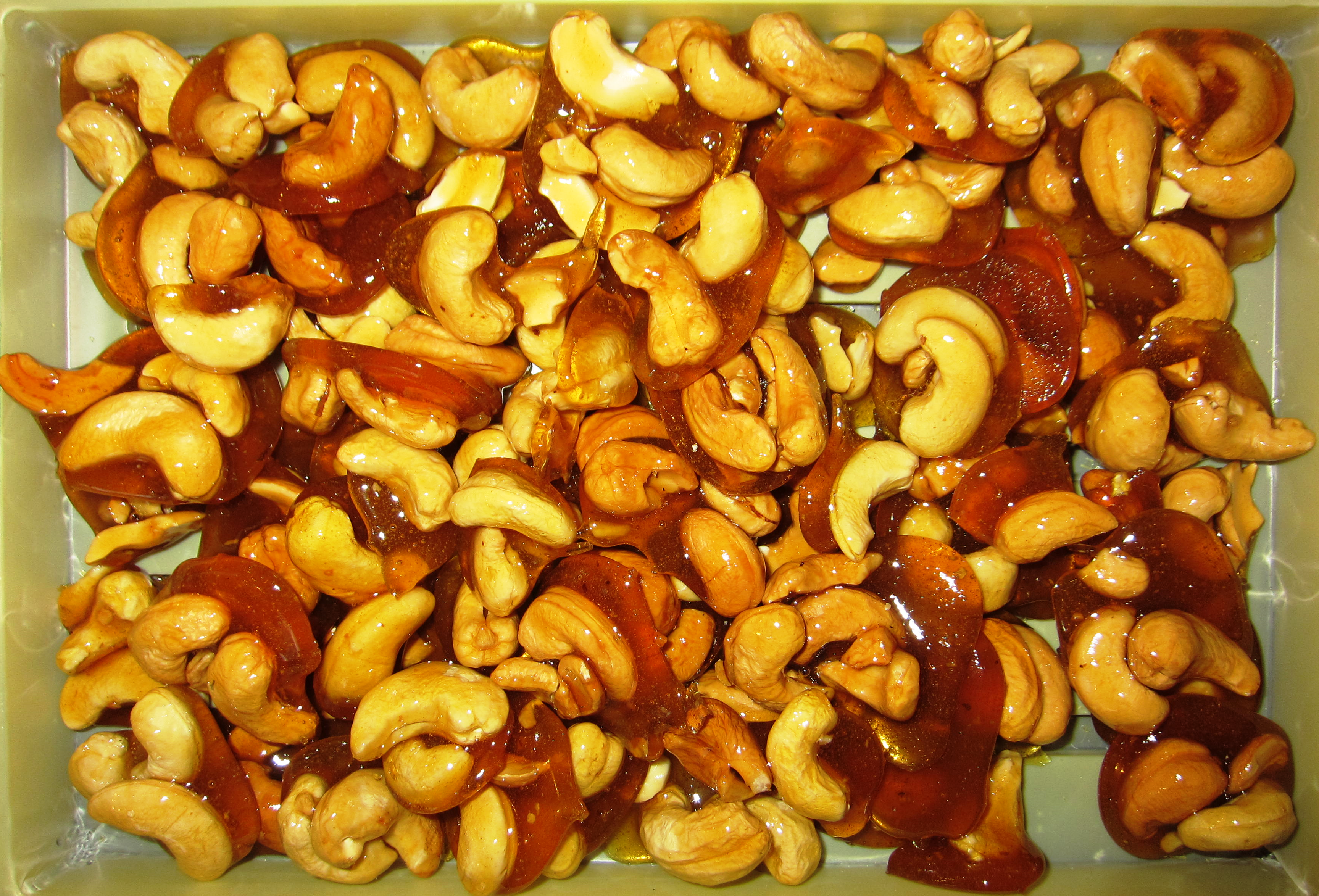
سوهان عسلی صنعتی با بادام هندی

سوهان عسلی، سوغات اصفهان و یکی از انواع شیرینی‌های سنتی ایرانی است. سوهان عسلی اصفهان در فهرست میراث ناملموس ملی ایران ثبت شده است.

## روش تهیه
سوهان اصفهان یا به عبارت بهتر سوهان عسلی اصفهان، سوهانی است که در ساخت آن از عسل و کره حیوانی (نه روغن حیوانی) استفاده می‌شود و در طعم و بافت و شکل ظاهری متفاوت از سوهان قم است و به علت محتوای چربی کمتر، ماندگاری بالاتری نسبت به سوهان قم دارد. در تهیه این نوع سوهان، بادام، شکر، زعفران، عسل و روغن بکار می‌رود. برای تزیین روی سوهان عسلی معمولاً از پسته و بادام استفاده می‌شود.